# Красный (Аннинский район)
Красный — посёлок в Аннинском районе Воронежской области России.
Входит в состав Краснологского сельского поселения.

## Население
| 2000 | 2005 | 2010 |
| ---- | ---- | ---- |
| 55   | ↘46  | ↘32  |

## География

### Улицы
- ул. Красненская.